# Plundringen av Thebe
Plundringen av Thebe inträffade 663 f.Kr. under den assyriska erövringen av Egypten när assyriska armén under kung Ashurbanipal intog staden. Egypten som under perioden styrdes av den 25:e dynastin som var av Kushitiskt ursprung hade varit i krig med Assyrien sedan 705 f.Kr. Egypten hade sakta men säkert förlorat kontrollen över nedre Egypten. År 665 f.Kr. hade de trängts tillbaka in i övre Egypten men 663 f.Kr. lyckades farao Tantamanni återerövra stora delar av nedre Egypten genom ett uppror som uppstod där. Han intog Memfis och avrättade Neko I som var tillsatt av assyrierna som vasallkung över området.
När Ashurbanipal fick reda på vad som hänt gav han sig av till Egypten med sin armé och Neko I:s son Psammetikus som rekryterat kariska legoknektar. Den assyriska armén lyckades besegra kushiterna och egypterna utanför Memfis och armén fortsatte sedan till Thebe som snabbt föll då Tantamanni redan flytt till lägre Nubien. Enligt de assyriska texterna skall staden ha plundrats och dess befolkning skall ha deporterats. Stora mängder skatter fördes sedan tillbaka till Assyrien, däribland två stora obelisker. Dock visar utgrävningar av Thebe inga tecken på plundring, förstöring eller andra stora förändringar under perioden. De tjänstemän som var i tjänst innan plundringen verkar ha förblivit det efter plundringen och att en plundring skett kan inte ses genom arkeologin.
Plundringen av Thebe skall dock ha varit en viktig del av Egyptens historia då det markerar slutet på den 25:e dynastin eftersom Tantamanni förlorade sitt sista fäste i Egypten. Inom ett årtionde ska de sista kushiterna ha drivits ut och de skulle inte göra några fler försök att erövra land norr om Elefantine. Assyrierna stannade inte kvar i Thebe utan lämnade staden efter plundringen. 6 år senare kapitulerade staden fredligt till Psamtik som just brutit sig fri från Assyrien och inlett den 26:e dynastin, vilket även anses vara början på den sena perioden. Plundringen verkar dessutom har väckt reaktioner i resten av mellanöstern och omnämns i Nahums bok som ett exempel på det öde som kan drabba en stad.

## Bakgrund

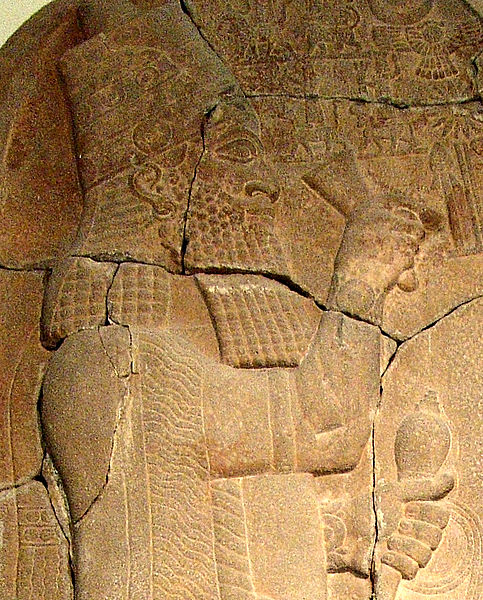
Esarhaddon kämpade mot Taharqa för att dominera Levanten och sedan Egypten.

I slutet av 700-talet f.Kr hade Egypten och Nubien enats under en kushitisk (nubisk) dynasti som kom att bli Egyptens 25:e faraodynasti. Under samma period hade det assyriska imperiet börjat trycka sig in i Levanten och 720 f.Kr stod det första slaget mellan egypter och assyrier vid Rafah. Egypterna förlorade det slaget och Levanten hamnade under assyrisk kontroll.
705 f.Kr. bröt en serie uppror ut i Assyrien i och med Sargon II:s död. Egyptens farao Shabaka tog då chansen att återvända till den levantinska kusten. Han höll sig kvar i området med sin armé ända till 701 f.Kr. då Assyriens nya kung Sanherib slutligen lyckats samla en armé för att göra ett motanfall mot egypterna, som besegrades i slaget vid Eltekeh. Efter att ha besegrats i Levanten drog sig Shabaka tillbaka till Egypten och resten av hans tid som farao blev fredlig. Hans son Taharka (690–664 f.Kr.) började dock än en gång lägga sig i de levantinska staternas affärer och han vände dem sakta mot Assyrien. Detta pågick till 676 f.Kr. då Esarhaddon som då var kung av Assyrien inledde ännu en kampanj mot områdena som idag är Israel. Esarhaddons kampanj resulterade i att assyrierna tog fullständig kontroll över Levanten men han insåg även att han skulle behöva invadera Egypten för att göra slut på det kushitiska hotet en gång för alla.
I senvintern/tidiga våren 673 f.Kr. marscherade Esarhaddon med en stor assyrisk armé mot Egypten med syfte att invadera landet. Esarhaddon och hans generaler hade kommit fram till att ett snabbt och plötsligt anfall skulle vara nyckel till att besegra egypterna och den assyriska armén tvingades därmed marschera hastigt. Men vid staden Ashkelon i Levanten stötte de på en stor och förberedd armé under antingen farao Taharka eller guvernör Pemu av Iunu. Den utvilade egyptiska armén krossade den utmattade assyriska armén och Esharhaddon tvingades dra sig tillbaka till Assyrien igen. 671 f.Kr. gjorde Esarhaddon ett nytt försök och denna gång marscherade den assyriska armén långsamt för att vara utvilad inför kommande strider. Taktiken lyckades och assyrierna segrade i en serie strider innan de slutligen lyckades inta huvudstaden Memfis. Taharka lyckades fly in i Nubien men hans son, kronprins Nes-Anhuret, tillfångatogs tillsammans med stora delar av Taharkas familj. I och med Memfis fall var kushiterna utdrivna ur nedre Egypten och Esarhaddon satte adelsmannen Neko som vasallkung för nedre Egypten, han blev därmed Neko I och huvudstaden för landet blev Sais.
Trots den lyckade erövringen hade Assyrien problem med Egypten. Befolkningen var upprorisk mot Neko I och assyrierna och Taharka utnyttjade detta och hetsade på dem likt han gjort med befolkningen i Levanten. 669 f.Kr. var läget i hela det assyriska imperiet ostabilt och Taharka tog chansen att återvända till Egypten. Egypterna ställde sig bakom honom och ett stort uppror bröt ut, vilket blev lyckat och Memfis intogs och Neko I flydde. Esarhaddon samlade en armé och begav sig mot Egypten men avled i sviterna av en sjukdom på vägen och anfallet avstannade. 668 f.Kr. hade Taharka återtagit hela Egypten. Esarhaddons son Ashurbanipal som då blivit kung av Assyrien beslutade sig för att slutföra sin fars kampanj och hösten 667 f.Kr. hade assyrierna tagit sig ända till Thebe. De besegrade Taharka utanför staden men han kom undan. Assyrierna verkar inte ha intagit själva Thebe utan de vände sedan tillbaka ned i Nildeltat, Taharka hade därmed fortfarande kontrollen över övre Egypten. Neko I blev åter igen vasallkung över nedre Egypten och assyrierna lämnade området. Situationen i Egypten förblev därmed oförändrad fram till Taharkas död 664 f.Kr.

## År 663 f.Kr

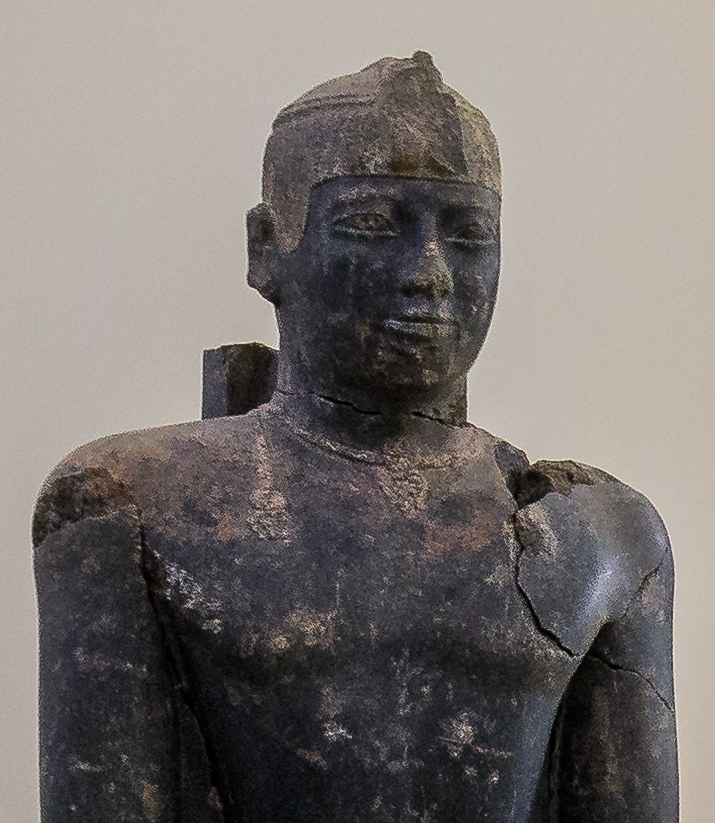
Tantamanni misslyckades med att hålla Memphis efter assyriernas ankomst.

### Tantamannis misslyckade återerövring
När Taharka avled 664 f.Kr. verkar hans kvarvarande son Atlanersa ha varit för ung för att bestiga tronen, som då istället gick till Taharkas bror Tantamanni. Tantamanni återupptog omedelbart kriget mot Assyrien och han tog en kushitisk armé norrut genom Napata, Elefantine, Thebe och slog sedan läger i Heliopolis. Han lät även bättra på Thebes och Heliopolis befästningar. 663 f.Kr. fortsatte armén norrut och i april stormade de Memfis som erövrades och Neko I tillfångatogs och avrättades. Tantamanni fortsatte sedan norrut in i Nildeltat där flera städer kapitulerade för honom och han drev ut de kvarvarande assyriska trupperna.

### Plundringen

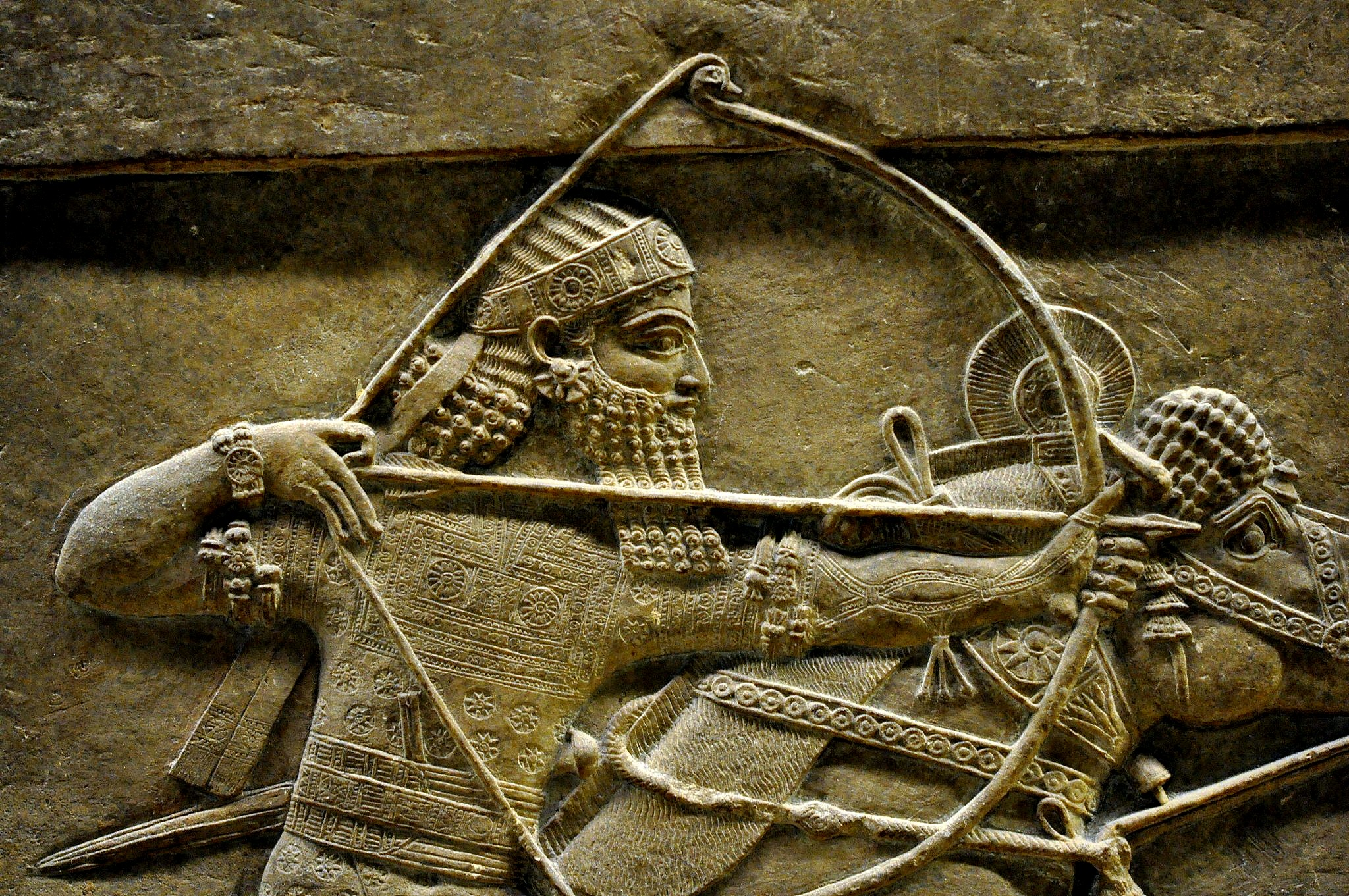
Ashurbanipal plundrade Thebe men misslyckades med att etablera en Assyrisk maktbas där.

När Ashurbanipal fick reda på att Egypten än en gång gått förlorat och att Neko I dessutom avrättats samlade han en stor assyrisk armé och begav sig av mot riket tillsammans med Neko I:s son Psamtik (senare Psamtik I) som antingen flytt Egypten eller som redan varit på annan ort när erövringen skedde. Psamtik bidrog även till armén med en här av kariska legoknektar som han anställt. Ashurbanipal och Psamtik drog in i Egypten och de utkämpade ett avgörande slag strax norr om Memfis där de segrade. Tantamanni flydde till först till Thebe men fortsatte sedan söderut till staden Kipkipi, troligen det som idag är Kom Ombo. Tantamannis val att fly visade sig vara klokt då Ashurbanipal och den assyriska armén anlände till Thebe endast 40 dagar efter slaget vid Memfis. Hur Thebe sedan föll beskrivs varken av egyptiska eller assyriska källor men plundringen av staden står nedskriven på den assyriska Rassamcylindern. 
"Staden, i sin helhet, erövrade jag (Ashurbanipal) med hjälp av Ashur och Ishtar. Silver, guld, ädelstenar, alla rikedomar i palatset, fina kläder, dyrbart linne, bra hästar, män och kvinnor, två obelisker i elektrum som vägde 2,500 talen, templets dörrar slet jag från deras fästen och förde med mig till Assyrien. Med detta tunga krigsbyte lämnade jag Thebe. Mot Egypten och Kush lyfte jag mitt spjut och visade min makt. Med händerna fulla och vid god hälsa återvände jag till Nineveh."
Plundringen av Thebe nämns även i Nahums bok kapitel 3:8-10.
" Är du förmer än No Amon, som låg vid Nilen, omgivet av vatten. Floden var dess bålverk, vatten dess mur. Kush och Egypten gav staden dess väldiga styrka, Put och Libyen var dess stöd. Men också No Amons folk fördes bort i fångenskap och landsflykt, dess spädbarn krossades i varje gathörn. Man drog lott om dess ädlingar och band dess stormän med kedjor."
Vidare beskrivs plundringen i Jesaja 20:3-5 
"Sedan sade Herren: "Liksom min tjänare Jesaja har gått naken och barfota och nu i tre år varit ett tecken och förebud om Egypten och Nubien, så ska Assyriens kung låta fångarna från Egypten och de fördrivna från Nubien, både unga och gamla, föras bort nakna och barfota, med blottad bak, till skam för Egypten. Då ska de bli förfärade och skämmas över Nubien som var deras hopp och över Egypten som var deras ära."

## Efterspel

### Kushitiska kungariket Napata

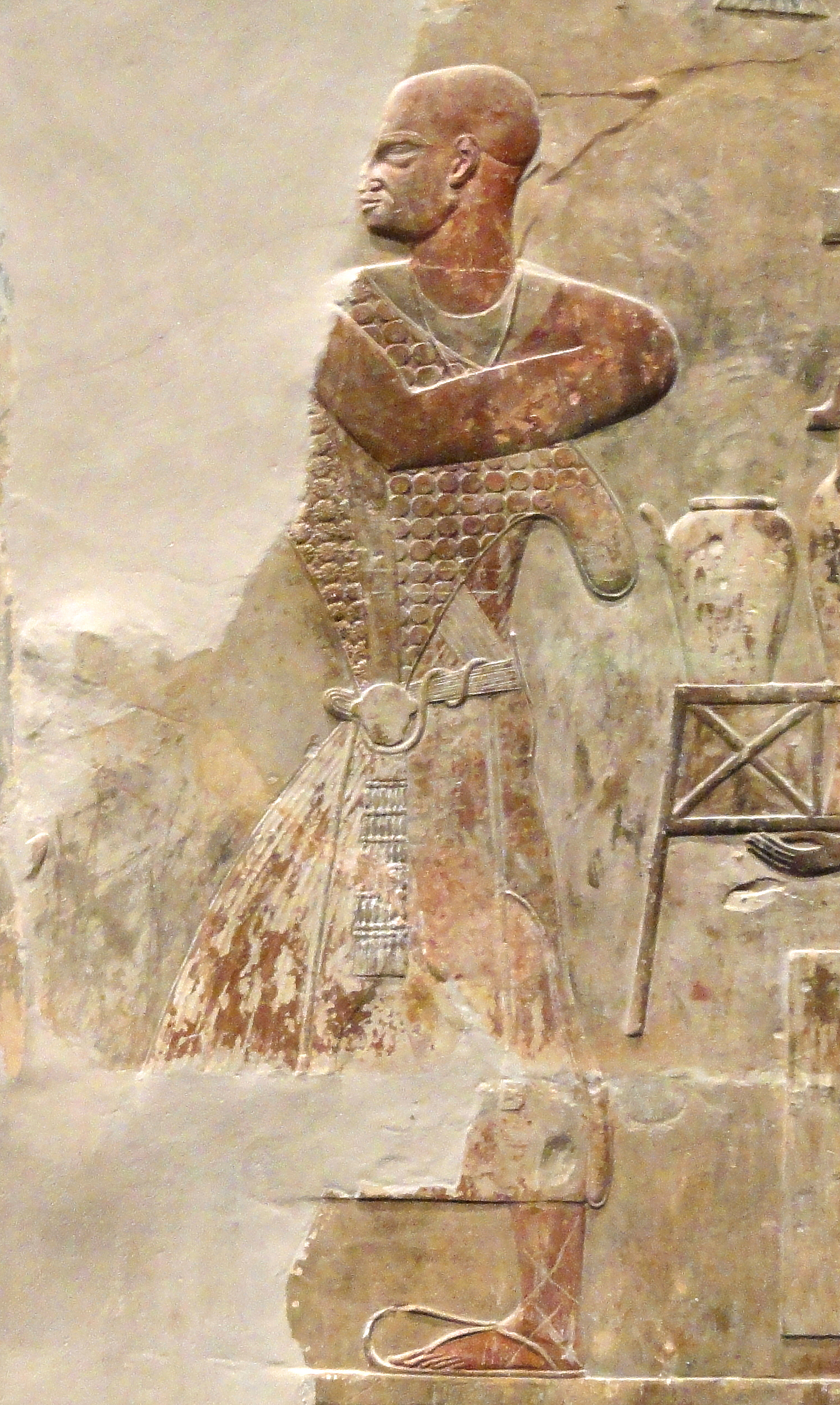
Porträtt av Mentuemhat, Thebe, sent 25:e till tidigt 26:e dynastin, 665–650 f.Kr. Nelson-Atkins Museum of Art

Samtidigt som, eller strax efter, plundringen av Thebe drog den kushitiska armén sig helt tillbaka från Egypten och Herodotos skrev 200 år senare att runt 240 000 egyptier följde med dem och bosatte sig i Nubien.
Vad som hände med Tantamanni efter att han flytt Thebe är inte helt klart. Han verkar ha fortsatt vara kung av Kush under en period vilket styrks av en relief av honom i Gebel Barkal. Det finns tecken på att kushiterna fortsatte att vara aktiva i vissa delar av övre Egypten mellan 661 f.Kr. och 656 f.Kr. och Thebe verkar ha fortsatt vara lojalt till Tantamanni fram till 656 f.Kr., men hur mycket inflytande han egentligen hade över staden är oklart. Den största makten verkar istället ha tillhört prästen Mentuemhat och dennes hustru Shepenupet II. 656 f.Kr. skickade Psamtik I en expedition till Thebe som kapitulerade utan strid och övre Egypten var nu helt i hans händer. 
År 653 f.Kr. hade Kush tron tillfallit Tantamanis brorson Atlanersa som flyttade Kush huvudstad till Napata vilket blev början på Napata-perioden i Nubiens historia. Även om Atlanersa och hans efterträdare skulle fortsätta att kalla sig "farao av Egypten" var de inte längre något riktigt hot mot Egypten. Efter att ha säkrat Thebe placerade Psamtik I en garnison i Elefantine och han kan ha lett en kampanj mot Nubien.

### Slutet på den assyriska närvaron

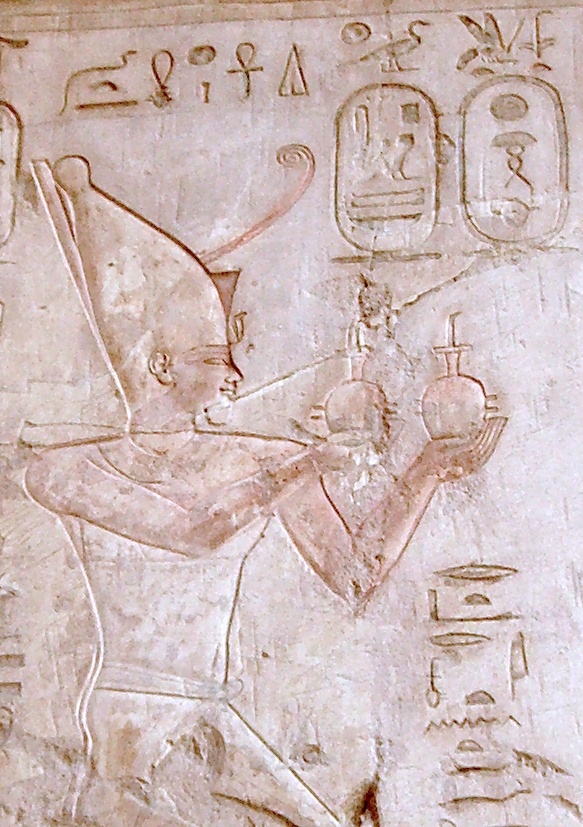
I slutändan var Psamtik den som tjänade mest på plundringen av Thebe.

Varken assyrierna eller Psamtik I verkar ha stannat kvar i Thebe efter att staden plundrats. 662 f.Kr. dateras de dokument som upprättades i Thebe utefter Tantamanis regeringsår vilket tyder på att assyrierna lämnat området och att staden åtminstone utåt sett fortfarande ansåg sig lojal till faraon. Strax efter plundringen verkar Ashurbanipal dessutom ha lett kampanjer mot Arwad och Tyre vilket tyder på att huvuddelen av den assyriska armén lämnat Egypten.

### Egyptens sena period
Den assyriska kontrollen över Egypten gick sakta förlorad under årtiondet efter plundringen av Thebe. Psamtik I visade sig vara en duglig härskare som snabbt vann lojaliteten bland de lokala furstarna i södra Egypten och 656 f.Kr skickade han en flotta till det nu försvagade Thebe. Thebe kapitulerade utan strid Psamtik uppförde sedan en garnison vid Elefantine för att säkra den södra egyptiska gränsen.
År 655 f.Kr. bröt sig Psamtik fri från den assyriska övermakten och Egypten blev återigen ett självständigt rike. Han allierade sig sedan med kung Gyges av Lydien och erövrade även områden i Levanten ända till Ashdod som verkar ha kapitulerat utan strid. Ashurbanipal var upptagen med ett långt och blodigt krig mot Elam och hade därmed inga trupper att sända för att återerövra Egypten. Assyrierna skulle aldrig komma att återta Egypten, kriget mot Elam slet ut den assyriska armén och när Ashurbanipal dog startade en serie uppror i Assyrien som slutligen skulle leda till rikets kollaps och att det erövrades av Babylonien och Medien. 